# Dicranomyia aegrotans
Dicranomyia aegrotans är en tvåvingeart som beskrevs av Edwards 1923. Dicranomyia aegrotans ingår i släktet Dicranomyia och familjen småharkrankar. Inga underarter finns listade i Catalogue of Life.